# شايس هاريسون
شايس هاريسون (بالإنجليزية: Chase Harrison) (2 أبريل 1984 بهنغتينغتون في الولايات المتحدة - ) هو لاعب كرة قدم أمريكي في مركز حراسة المرمى. لعب مع دي.سي. يونايتد وريال سالت ليك وفيلادلفيا يونيون وكولومبوس كرو وفيرجينيا بيتش مارينرز وCrystal Palace Baltimore ‏ وRochester Rhinos ‏ وPortland Timbers (2001–2010) ‏ وريتشموند كيكرز وWest Virginia United ‏ ونادي بان.